# Jean-Henri Fabre
Jean-Henri Fabre (Saint-Léons, 1823. december 21. – Sérignan-du-Comtat (Vaucluse), 1915. október 11.) francia természetbúvár, entomológus, zoológus.

## Életútja
Élete első felében tanító volt Ajaccióban, majd Avignonban és ekkor sokféle tudományos tárggyal foglalkozott, így az ókori nyelvekkel, a provence irodalommal és népköltészettel, az egyetemes műveltségtörténelemmel és matematikával, továbbá a közönség körében is széles rétegekben elterjedt tankönyveket írt a természettudományok legtöbb ágáról, fizikát, kémiát, csillagászattant, botanikát, földtant, állattant és gazdasági műveket. Hivatalából nyugalomba vonulva, Sérignanban kis birtokot vett, ott teljesen a rovarok ösztönélete tanulmányozásának szentelte magát. Világhírű (antidarwinista) műve: Souvenirs entomologiques (magyarul Harsányi Kálmán méltatta: A gondolat úttörői 1. kötetében.) Victor Hugo a rovarok Homéroszának nevezte el. Híres a skorpió öngyilkosságáról írott könyve. 

## Művei
- Histoire de la bâche (1866)
- Les ravageurs (1870)
- Les auxiliaires (1873)
- Souvenirs entomologiques (1879, 10 kötet)
- Les animaux (1881)

### Magyarul megjelent
- A skorpió öngyilkossága (ford. Gáspár Lajos, 1922)